# ゲイリー・バーバー
ゲイリー・バーバー（Gary Barber、1957年 - ）は、アメリカ合衆国の映画プロデューサー、馬主である。

## 人物
映画製作会社スパイグラス・エンターテインメント社を共同で経営し、数々の映画の製作を務めている。また、2010年から2018年にかけて映画会社メトロ・ゴールドウィン・メイヤー（MGM）の会長兼CEOを勤めていた。

## 主な製作映画
- ロビン・フッド Robin Hood: Prince of Thieves（1991年、製作総指揮）
- ホワイト・サンズ White Sands（1992年、製作総指揮）
- トゥルー・ロマンス True Romance（1993年、製作）
- エース・ベンチュラ Ace Ventura: Pet Detective（1994年、製作総指揮）
- メジャーリーグ2 Major League II（1994年、製作総指揮）
- 逃げる天使 Chasers（1994年、製作総指揮）
- ジム・キャリーのエースにおまかせ! Ace Ventura: When Nature Calls（1995年、製作総指揮）
- メジャーリーグ3 Major League: Back to the Minors（1998年、製作総指揮）
- シャンハイ・ヌーン Shanghai Noon（2000年、製作）
- アンブレイカブル Unbreakable (2000年、製作総指揮)
- モンテ・クリスト伯 The Count of Monte Cristo (2002年、製作)
- コーリング Dragonfly（2002年、製作）
- ケイティ Abandon (2002年、製作)
- サラマンダー Reign of Fire（2002年、製作）
- リクルート The Recruit（2003年、製作）
- シャンハイ・ナイト Shanghai Knights（2003年、製作）
- ブルース・オールマイティ Bruce Almighty（2003年、製作総指揮）
- シービスケット Seabiscuit（2003年、製作総指揮）
- Mr.3000Mr.3000（2004年、製作）
- 銀河ヒッチハイク・ガイド The Hitchhiker's Guide to the Galaxy (2005年、製作)
- レジェンド・オブ・ゾロ The Legend of Zorro（2005年、製作総指揮）
- SAYURI Memoirs of a Geisha（2005年、製作総指揮）
- 南極物語 Eight Below（2006年、製作総指揮）
- 臨死 The Invisible（2007年、製作）
- ルックアウト/見張り The Lookout（2007年、製作）
- エバン・オールマイティ Evan Almighty（2007年、製作）
- 鉄ワン・アンダードッグ Underdog（2007年、製作）
- 幸せになるための27のドレス 27 Dresses (2008年、製作)
- ミート・ザ・ジェンキンズ Welcome Home Roscoe Jenkins (2008年、製作総指揮)
- パラサイト・バイティング 食人草 The Ruins（2008年、製作総指揮）
- ハプニング The Happening (2008年、製作総指揮)
- ウォンテッド  Wanted (2008年、製作総指揮)
- 愛の伝道師 ラブ・グル The Love Guru（2008年、製作総指揮）
- オー!マイ・ゴースト Ghost Town（2008年、製作総指揮）
- 幸せのきずな Flash of Genius（2008年、製作）
- フォー・クリスマス Four Christmases（2008年、製作）
- G.I.ジョー G.I. Joe: The Rise of Cobra（2009年、製作総指揮）
- インビクタス/負けざる者たち Invictus（2009年、製作総指揮）
- 奇人たちの晩餐会 USA Dinner for Schmucks (2010年、製作総指揮)
- ツーリスト The Tourist（2010年、製作）
- 抱きたいカンケイ No Strings Attached（2011年、製作総指揮）
- フットルース 夢に向かって Footloose（2011年、製作総指揮）
- 君への誓い The Vow（2012年、製作）
- G.I.ジョー バック2リベンジ G.I. Joe: Retaliation（2013年、製作総指揮）
- ロボコップ RoboCop（2014年、製作）クレジットなし
- トゥームレイダー ファースト・ミッション Tomb Raider（2018年、製作）
- ミスター・ガラス Glass（2019年、製作総指揮）
- ザ・ウェイバック The Way Back（2020年、製作総指揮）
- スクリーム Scream（2022年、製作総指揮）
- スクリーム6 Scream VI（2023年、製作総指揮）
- サンクスギビング Thanksgiving（2023年、製作総指揮）

## 主な所有馬
- ザデピュティ / The Deputy（チーム・ヴァラーと共有、2000年サンタアニタダービー）
- ベクラックス / Becrux（チーム・ヴァラーと共有）